# Interlands Zwitsers voetbalelftal 2010-2019
Deze pagina toont een gedetailleerd overzicht van de interlands die het Zwitsers voetbalelftal heeft gespeeld in de periode 2010 – 2019.

## Interlands

### 2010
|                                                              |                         |       |                                                     |                                                                                   |
| 3 maart Vriendschappelijk № 700 «onderlinge duels» 20:15 uur | Zwitserland             | 1 – 3 | Uruguay                                             | AFG Arena, Sankt Gallen Toeschouwers: 12.500 Scheidsrechter: Nicola Rizzoli (ITA) |
| 3 maart Vriendschappelijk № 700 «onderlinge duels» 20:15 uur | Gökhan Inler 29' (pen.) |       | 35' Diego Forlán 50' Luis Suárez 87' Edinson Cavani | AFG Arena, Sankt Gallen Toeschouwers: 12.500 Scheidsrechter: Nicola Rizzoli (ITA) |

|                                                             |             |                   |            |                                                                                       |
| 1 juni Vriendschappelijk № 701 «onderlinge duels» 19:15 uur | Zwitserland | 0 – 1             | Costa Rica | Stade de Tourbillon, Sion Toeschouwers: 11.300 Scheidsrechter: Anthony Buttimer (IRL) |
| 1 juni Vriendschappelijk № 701 «onderlinge duels» 19:15 uur |             | 57' Winston Parks |            | Stade de Tourbillon, Sion Toeschouwers: 11.300 Scheidsrechter: Anthony Buttimer (IRL) |

|                                                             |                  |       |                        |                                                                                     |
| 5 juni Vriendschappelijk № 702 «onderlinge duels» 20:45 uur | Zwitserland      | 1 – 1 | Italië                 | Stade de Genève, Genève Toeschouwers: 30.000 Scheidsrechter: Hervé Piccirillo (FRA) |
| 5 juni Vriendschappelijk № 702 «onderlinge duels» 20:45 uur | Gökhan Inler 10' |       | 14' Fabio Quagliarella | Stade de Genève, Genève Toeschouwers: 30.000 Scheidsrechter: Hervé Piccirillo (FRA) |

| WK voetbal 2010 |
| --------------- |

|                                                                 |        |                      |             |                                                                                     |
| 16 juni WK-eindronde Groep H № 703 «onderlinge duels» 16:00 uur | Spanje | 0 – 1                | Zwitserland | Moses Mabhidastadion, Durban Toeschouwers: 62.453 Scheidsrechter: Howard Webb (ENG) |
| 16 juni WK-eindronde Groep H № 703 «onderlinge duels» 16:00 uur |        | 53' Gelson Fernandes |             | Moses Mabhidastadion, Durban Toeschouwers: 62.453 Scheidsrechter: Howard Webb (ENG) |

|                                                                 |                   |       |             | |
| 21 juni WK-eindronde Groep H № 704 «onderlinge duels» 16:00 uur | Chili             | 1 – 0 | Zwitserland | Nelson Mandelabaaistadion, Port Elizabeth Toeschouwers: 34.872 Scheidsrechter: Khalil Al Ghamdi (KSA) |
| 21 juni WK-eindronde Groep H № 704 «onderlinge duels» 16:00 uur | Mark González 75' |       |             | Nelson Mandelabaaistadion, Port Elizabeth Toeschouwers: 34.872 Scheidsrechter: Khalil Al Ghamdi (KSA) |

|                                                                 |             |       |          |                                                                                          |
| 25 juni WK-eindronde Groep H № 705 «onderlinge duels» 20:30 uur | Zwitserland | 0 – 0 | Honduras | Vrystaatstadion, Bloemfontein Toeschouwers: 28.042 Scheidsrechter: Héctor Baldassi (ARG) |
| 25 juni WK-eindronde Groep H № 705 «onderlinge duels» 20:30 uur |             |       |          | Vrystaatstadion, Bloemfontein Toeschouwers: 28.042 Scheidsrechter: Héctor Baldassi (ARG) |

|  |  |  |  |  |  |  |  |  |

|                                                                  |            |                     |             |                                                                                          |
| 11 augustus Vriendschappelijk № 706 «onderlinge duels» 20:30 uur | Oostenrijk | 0 – 1               | Zwitserland | Wörtherseestadion, Klagenfurt Toeschouwers: 18.000 Scheidsrechter: Antonio Rubinos (ESP) |
| 11 augustus Vriendschappelijk № 706 «onderlinge duels» 20:30 uur |            | 73' Moreno Costanzo |             | Wörtherseestadion, Klagenfurt Toeschouwers: 18.000 Scheidsrechter: Antonio Rubinos (ESP) |

|                                                                  |             |       |           |                                                                                     |
| 3 september Vriendschappelijk № 707 «onderlinge duels» 20:15 uur | Zwitserland | 0 – 0 | Australië | AFG Arena, Sankt Gallen Toeschouwers: 14.660 Scheidsrechter: Thomas Einwaller (AUT) |
| 3 september Vriendschappelijk № 707 «onderlinge duels» 20:15 uur |             |       |           | AFG Arena, Sankt Gallen Toeschouwers: 14.660 Scheidsrechter: Thomas Einwaller (AUT) |

|                                                                        |                     |       |                                                   |                                                                                 |
| 7 september EK-kwalificatie Groep G № 708 «onderlinge duels» 21:45 uur | Zwitserland         | 1 – 3 | Engeland                                          | St. Jakob-Park, Bazel Toeschouwers: 39.700 Scheidsrechter: Nicola Rizzoli (ITA) |
| 7 september EK-kwalificatie Groep G № 708 «onderlinge duels» 21:45 uur | Xherdan Shaqiri 71' |       | 10' Wayne Rooney 69' Adam Johnson 88' Darren Bent | St. Jakob-Park, Bazel Toeschouwers: 39.700 Scheidsrechter: Nicola Rizzoli (ITA) |

|                                                                      |                   |       |             | |
| 8 oktober EK-kwalificatie Groep G № 709 «onderlinge duels» 19:30 uur | Montenegro        | 1 – 0 | Zwitserland | Pod Goricomstadion, Podgorica Toeschouwers: 12.700 Scheidsrechter: Eduardo Iturralde González (ESP) |
| 8 oktober EK-kwalificatie Groep G № 709 «onderlinge duels» 19:30 uur | Mirko Vučinić 68' |       |             | Pod Goricomstadion, Podgorica Toeschouwers: 12.700 Scheidsrechter: Eduardo Iturralde González (ESP) |

|                                                                       |                                                                              |       |                 |                                                                              |
| 12 oktober EK-kwalificatie Groep G № 710 «onderlinge duels» 19:30 uur | Zwitserland                                                                  | 4 – 1 | Wales           | St. Jakob-Park, Bazel Toeschouwers: 26.000 Scheidsrechter: Alain Hamer (LUX) |
| 12 oktober EK-kwalificatie Groep G № 710 «onderlinge duels» 19:30 uur | Valentin Stocker 9' Marco Streller 21' Gökhan Inler 82' Valentin Stocker 89' |       | 13' Gareth Bale | St. Jakob-Park, Bazel Toeschouwers: 26.000 Scheidsrechter: Alain Hamer (LUX) |

|                                                                  |                                       |       |                                              |                                                                                   |
| 17 november Vriendschappelijk № 711 «onderlinge duels» 20:15 uur | Zwitserland                           | 2 – 2 | Oekraïne                                     | Stade de Genève, Genève Toeschouwers: 11.100 Scheidsrechter: Serge Gumienny (BEL) |
| 17 november Vriendschappelijk № 711 «onderlinge duels» 20:15 uur | Alexander Frei 40' Alexander Frei 62' |       | 48' Oleksandr Aliejev 75' Jevhen Konopljanka | Stade de Genève, Genève Toeschouwers: 11.100 Scheidsrechter: Serge Gumienny (BEL) |

### 2011
|                                                                 |       |       |             |                                                                                     |
| 9 februari Vriendschappelijk № 712 «onderlinge duels» 19:30 uur | Malta | 0 – 0 | Zwitserland | Ta' Qalistadion, Ta' Qali Toeschouwers: 3.000 Scheidsrechter: Marios Stamatis (CYP) |
| 9 februari Vriendschappelijk № 712 «onderlinge duels» 19:30 uur |       |       |             | Ta' Qalistadion, Ta' Qali Toeschouwers: 3.000 Scheidsrechter: Marios Stamatis (CYP) |

|                                                                     |           |       |             |                                                                                                 |
| 26 maart EK-kwalificatie Groep G № 713 «onderlinge duels» 17:45 uur | Bulgarije | 0 – 0 | Zwitserland | Vasil Levski Nationaal Stadion, Sofia Toeschouwers: 17.000 Scheidsrechter: William Collum (SCO) |
| 26 maart EK-kwalificatie Groep G № 713 «onderlinge duels» 17:45 uur |           |       |             | Vasil Levski Nationaal Stadion, Sofia Toeschouwers: 17.000 Scheidsrechter: William Collum (SCO) |

|                                                                   |                                           |       |                                                 |                                                                                  |
| 4 juni EK-kwalificatie Groep G № 714 «onderlinge duels» 16:45 uur | Engeland                                  | 2 – 2 | Zwitserland                                     | Wembley Stadium, Londen Toeschouwers: 84.459 Scheidsrechter: Damir Skomina (SLO) |
| 4 juni EK-kwalificatie Groep G № 714 «onderlinge duels» 16:45 uur | Frank Lampard 37' (pen.) Ashley Young 51' |       | 32' Tranquillo Barnetta 35' Tranquillo Barnetta | Wembley Stadium, Londen Toeschouwers: 84.459 Scheidsrechter: Damir Skomina (SLO) |

|                                                                  |                      |       |                                               |                                                                               |
| 10 augustus Vriendschappelijk № 715 «onderlinge duels» 20:15 uur | Liechtenstein        | 1 – 2 | Zwitserland                                   | Rheinparkstadion, Vaduz Toeschouwers: 5.444 Scheidsrechter: René Eisner (AUT) |
| 10 augustus Vriendschappelijk № 715 «onderlinge duels» 20:15 uur | Marco Ritzberger 51' |       | 15' Eren Derdiyok 34' (e.d.) Martin Stocklasa | Rheinparkstadion, Vaduz Toeschouwers: 5.444 Scheidsrechter: René Eisner (AUT) |

|                                                                        |                                                             |       |                |                                                                                 |
| 6 september EK-kwalificatie Groep G № 716 «onderlinge duels» 20:30 uur | Zwitserland                                                 | 3 – 1 | Bulgarije      | St. Jakob-Park, Bazel Toeschouwers: 16.800 Scheidsrechter: Pavel Královec (CZE) |
| 6 september EK-kwalificatie Groep G № 716 «onderlinge duels» 20:30 uur | Xherdan Shaqiri 45' Xherdan Shaqiri 62' Xherdan Shaqiri 90' |       | 9' Ivan Ivanov | St. Jakob-Park, Bazel Toeschouwers: 16.800 Scheidsrechter: Pavel Královec (CZE) |

|                                                                      |                                         |       |             |                                                                                   |
| 7 oktober EK-kwalificatie Groep G № 717 «onderlinge duels» 19:45 uur | Wales                                   | 2 – 0 | Zwitserland | Liberty Stadium, Swansea Toeschouwers: 12.317 Scheidsrechter: Björn Kuipers (NED) |
| 7 oktober EK-kwalificatie Groep G № 717 «onderlinge duels» 19:45 uur | Aaron Ramsey 60' (pen.) Gareth Bale 71' |       |             | Liberty Stadium, Swansea Toeschouwers: 12.317 Scheidsrechter: Björn Kuipers (NED) |

|                                                                       |                                            |       |            |                                                                                       |
| 11 oktober EK-kwalificatie Groep G № 718 «onderlinge duels» 19:15 uur | Zwitserland                                | 2 – 0 | Montenegro | St. Jakob-Park, Bazel Toeschouwers: 19.997 Scheidsrechter: Olegário Benquerença (POR) |
| 11 oktober EK-kwalificatie Groep G № 718 «onderlinge duels» 19:15 uur | Eren Derdiyok 51' Stephan Lichtsteiner 65' |       |            | St. Jakob-Park, Bazel Toeschouwers: 19.997 Scheidsrechter: Olegário Benquerença (POR) |

|                                                                  |           |       |             |                                                                                      |
| 11 november Vriendschappelijk № 719 «onderlinge duels» 20:30 uur | Nederland | 0 – 0 | Zwitserland | Amsterdam ArenA, Amsterdam Toeschouwers: 47.500 Scheidsrechter: Jonas Eriksson (SWE) |
| 11 november Vriendschappelijk № 719 «onderlinge duels» 20:30 uur |           |       |             | Amsterdam ArenA, Amsterdam Toeschouwers: 47.500 Scheidsrechter: Jonas Eriksson (SWE) |

|                                                                  |           |                 |             |                                                                                            |
| 15 november Vriendschappelijk № 720 «onderlinge duels» 19:15 uur | Luxemburg | 0 – 1           | Zwitserland | Stade Josy Barthel, Luxemburg Toeschouwers: 852 Scheidsrechter: Sébastien Delferière (BEL) |
| 15 november Vriendschappelijk № 720 «onderlinge duels» 19:15 uur |           | 9' Granit Xhaka |             | Stade Josy Barthel, Luxemburg Toeschouwers: 852 Scheidsrechter: Sébastien Delferière (BEL) |

### 2012
|                                                                  |                     |       |                                                             |                                                                                |
| 29 februari Vriendschappelijk № 721 «onderlinge duels» 20:30 uur | Zwitserland         | 1 – 3 | Argentinië                                                  | Stade de Suisse, Bern Toeschouwers: 30.250 Scheidsrechter: Florian Meyer (GER) |
| 29 februari Vriendschappelijk № 721 «onderlinge duels» 20:30 uur | Xherdan Shaqiri 49' |       | 20' Lionel Messi 87' Lionel Messi 90+1' (pen.) Lionel Messi | Stade de Suisse, Bern Toeschouwers: 30.250 Scheidsrechter: Florian Meyer (GER) |

|                                                             |                                                                                                  |       |                                                    |                                                                                 |
| 26 mei Vriendschappelijk № 722 «onderlinge duels» 17:00 uur | Zwitserland                                                                                      | 5 – 3 | Duitsland                                          | St. Jakob-Park, Bazel Toeschouwers: 27.381 Scheidsrechter: Antony Gautier (FRA) |
| 26 mei Vriendschappelijk № 722 «onderlinge duels» 17:00 uur | Eren Derdiyok 21' Eren Derdiyok 23' Eren Derdiyok 50' Stephan Lichtsteiner 67' Admir Mehmedi 76' |       | 45' Mats Hummels 64' André Schürrle 72' Marco Reus | St. Jakob-Park, Bazel Toeschouwers: 27.381 Scheidsrechter: Antony Gautier (FRA) |

|                                                             |             |                     |          |                                                                             |
| 30 mei Vriendschappelijk № 723 «onderlinge duels» 20:15 uur | Zwitserland | 0 – 1               | Roemenië | Swissporarena, Luzern Toeschouwers: 11.850 Scheidsrechter: Svein Moen (NOR) |
| 30 mei Vriendschappelijk № 723 «onderlinge duels» 20:15 uur |             | 56' Gheorghe Grozav |          | Swissporarena, Luzern Toeschouwers: 11.850 Scheidsrechter: Svein Moen (NOR) |

|                                                                  |                         |       |                                                                                    |                                                                                |
| 15 augustus Vriendschappelijk № 724 «onderlinge duels» 20:30 uur | Kroatië                 | 2 – 4 | Zwitserland                                                                        | Poljudstadion, Split Toeschouwers: 10.000 Scheidsrechter: Antonio Damato (ITA) |
| 15 augustus Vriendschappelijk № 724 «onderlinge duels» 20:30 uur | Eduardo 20' Eduardo 64' |       | 11' Granit Xhaka 37' Tranquillo Barnetta 51' Mario Gavranović 81' Mario Gavranović | Poljudstadion, Split Toeschouwers: 10.000 Scheidsrechter: Antonio Damato (ITA) |

|                                                                        |          |                                   |             |                                                                                        |
| 7 september WK-kwalificatie Groep E № 725 «onderlinge duels» 20:30 uur | Slovenië | 0 – 2                             | Zwitserland | Stožicestadion, Ljubljana Toeschouwers: 13.213 Scheidsrechter: Paolo Tagliavento (ITA) |
| 7 september WK-kwalificatie Groep E № 725 «onderlinge duels» 20:30 uur |          | 20' Granit Xhaka 51' Gökhan Inler |             | Stožicestadion, Ljubljana Toeschouwers: 13.213 Scheidsrechter: Paolo Tagliavento (ITA) |

|                                                                         |                                             |       |         |                                                                                 |
| 11 september WK-kwalificatie Groep E № 726 «onderlinge duels» 20:30 uur | Zwitserland                                 | 2 – 0 | Albanië | Swissporarena, Luzern Toeschouwers: 16.500 Scheidsrechter: Ovidiu Haţegan (ROU) |
| 11 september WK-kwalificatie Groep E № 726 «onderlinge duels» 20:30 uur | Xherdan Shaqiri 23' Gökhan Inler 68' (pen.) |       |         | Swissporarena, Luzern Toeschouwers: 16.500 Scheidsrechter: Ovidiu Haţegan (ROU) |

|                                                                       |                      |       |                     |                                                                                  |
| 12 oktober WK-kwalificatie Groep E № 727 «onderlinge duels» 20:30 uur | Zwitserland          | 1 – 1 | Noorwegen           | Stade de Suisse, Bern Toeschouwers: 31.516 Scheidsrechter: David Fernández (ESP) |
| 12 oktober WK-kwalificatie Groep E № 727 «onderlinge duels» 20:30 uur | Mario Gavranović 79' |       | 81' Brede Hangeland | Stade de Suisse, Bern Toeschouwers: 31.516 Scheidsrechter: David Fernández (ESP) |

|                                                             |         |                                              |             |                                                                                  |
| 16 oktober WK-kwalificatie Groep E № 728 «onderlinge duels» | IJsland | 0 – 2                                        | Zwitserland | Laugardalsvöllur, Reykjavík Toeschouwers: 8.369 Scheidsrechter: Alan Kelly (IRL) |
| 16 oktober WK-kwalificatie Groep E № 728 «onderlinge duels» |         | 66' Tranquillo Barnetta 79' Mario Gavranović |             | Laugardalsvöllur, Reykjavík Toeschouwers: 8.369 Scheidsrechter: Alan Kelly (IRL) |

|                                                        |                              |       |                                         |                                                                                             |
| 14 november Vriendschappelijk № 729 «onderlinge duels» | Tunesië                      | 1 – 2 | Zwitserland                             | Stade Olympique de Sousse, Sousse Toeschouwers: 1.500 Scheidsrechter: Cecil Fleischer (GHA) |
| 14 november Vriendschappelijk № 729 «onderlinge duels» | Fakhereedine Ben Youssef 59' |       | 39' Eren Derdiyok 90+5' Xherdan Shaqiri | Stade Olympique de Sousse, Sousse Toeschouwers: 1.500 Scheidsrechter: Cecil Fleischer (GHA) |

### 2013
|                                                                 |             |       |             |                                                                                                 |
| 6 februari Vriendschappelijk № 730 «onderlinge duels» 20:30 uur | Griekenland | 0 – 0 | Zwitserland | Georgios Karaiskákisstadion, Piraeus Toeschouwers: 13.000 Scheidsrechter: Alberto Undiano (ESP) |
| 6 februari Vriendschappelijk № 730 «onderlinge duels» 20:30 uur |             |       |             | Georgios Karaiskákisstadion, Piraeus Toeschouwers: 13.000 Scheidsrechter: Alberto Undiano (ESP) |

|                                                           |        |       |             |                                                                             |
| 23 maart WK-kwalificatie Groep E № 731 «onderlinge duels» | Cyprus | 0 – 0 | Zwitserland | GSP-stadion, Nicosia Toeschouwers: 3.572 Scheidsrechter: Manuel Gräfe (GER) |
| 23 maart WK-kwalificatie Groep E № 731 «onderlinge duels» |        |       |             | GSP-stadion, Nicosia Toeschouwers: 3.572 Scheidsrechter: Manuel Gräfe (GER) |

|                                                                   |                     |       |        |                                                                                    |
| 7 juni WK-kwalificatie Groep E № 732 «onderlinge duels» 17:30 uur | Zwitserland         | 1 – 0 | Cyprus | Stade de Genève, Genève Toeschouwers: 16.900 Scheidsrechter: Paolo Mazzoleni (ITA) |
| 7 juni WK-kwalificatie Groep E № 732 «onderlinge duels» 17:30 uur | Haris Seferovic 90' |       |        | Stade de Genève, Genève Toeschouwers: 16.900 Scheidsrechter: Paolo Mazzoleni (ITA) |

|                                                                  |                         |       |          |                                                                                |
| 14 augustus Vriendschappelijk № 733 «onderlinge duels» 20:45 uur | Zwitserland             | 1 – 0 | Brazilië | St. Jakob-Park, Basel Toeschouwers: 31.100 Scheidsrechter: Deniz Aytekin (GER) |
| 14 augustus Vriendschappelijk № 733 «onderlinge duels» 20:45 uur | Daniel Alves 48' (e.d.) |       |          | St. Jakob-Park, Basel Toeschouwers: 31.100 Scheidsrechter: Deniz Aytekin (GER) |

|                                                                        |                                                                                               |       |                                                                                               |                                                                                  |
| 5 september WK-kwalificatie Groep E № 734 «onderlinge duels» 20:30 uur | Zwitserland                                                                                   | 4 – 4 | IJsland                                                                                       | Stade de Suisse, Bern Toeschouwers: 26.000 Scheidsrechter: Sergej Karasjov (RUS) |
| 5 september WK-kwalificatie Groep E № 734 «onderlinge duels» 20:30 uur | Stephan Lichtsteiner 15' Fabian Schär 27' Stephan Lichtsteiner 30' Blerim Džemaili 54' (pen.) |       | 3' Jóhann Guðmundsson 56' Kolbeinn Sigþórsson 68' Jóhann Guðmundsson 90+1' Jóhann Guðmundsson | Stade de Suisse, Bern Toeschouwers: 26.000 Scheidsrechter: Sergej Karasjov (RUS) |

|                                                                         |           |                                   |             |                                                                              |
| 10 september WK-kwalificatie Groep E № 735 «onderlinge duels» 19:00 uur | Noorwegen | 0 – 2                             | Zwitserland | Ullevaalstadion, Oslo Toeschouwers: 16.631 Scheidsrechter: Howard Webb (ENG) |
| 10 september WK-kwalificatie Groep E № 735 «onderlinge duels» 19:00 uur |           | 12' Fabian Schär 51' Fabian Schär |             | Ullevaalstadion, Oslo Toeschouwers: 16.631 Scheidsrechter: Howard Webb (ENG) |

|                                                                       |                         |       |                                      |                                                                                     |
| 11 oktober WK-kwalificatie Groep E № 736 «onderlinge duels» 20:30 uur | Albanië                 | 1 – 2 | Zwitserland                          | Qemal Stafastadion, Tirana Toeschouwers: 14.000 Scheidsrechter: Pedro Proença (POR) |
| 11 oktober WK-kwalificatie Groep E № 736 «onderlinge duels» 20:30 uur | Hamdi Salihi 89' (pen.) |       | 48' Xherdan Shaqiri 78' Michael Lang | Qemal Stafastadion, Tirana Toeschouwers: 14.000 Scheidsrechter: Pedro Proença (POR) |

|                                                                       |                  |       |          |                                                                                |
| 15 oktober WK-kwalificatie Groep E № 737 «onderlinge duels» 20:00 uur | Zwitserland      | 1 – 0 | Slovenië | Stade de Suisse, Bern Toeschouwers: 22.014 Scheidsrechter: Björn Kuipers (NED) |
| 15 oktober WK-kwalificatie Groep E № 737 «onderlinge duels» 20:00 uur | Granit Xhaka 73' |       |          | Stade de Suisse, Bern Toeschouwers: 22.014 Scheidsrechter: Björn Kuipers (NED) |

|                                                                  |                                      |       |                  |                                                                                     |
| 15 november Vriendschappelijk № 738 «onderlinge duels» 20:00 uur | Zuid-Korea                           | 2 – 1 | Zwitserland      | Seoul World Cupstadion, Seoul Toeschouwers: 40.000 Scheidsrechter: Diego Abal (ARG) |
| 15 november Vriendschappelijk № 738 «onderlinge duels» 20:00 uur | Hong Jeong-Ho 59' Lee Chung-Yong 87' |       | 7' Pajtim Kasami | Seoul World Cupstadion, Seoul Toeschouwers: 40.000 Scheidsrechter: Diego Abal (ARG) |

### 2014
|                                                              |                                 |       |                               |                                                                                |
| 5 maart Vriendschappelijk № 739 «onderlinge duels» 20:30 uur | Zwitserland                     | 2 – 2 | Kroatië                       | AFG Arena, Sankt Gallen Toeschouwers: 17.200 Scheidsrechter: Hugo Miguel (POR) |
| 5 maart Vriendschappelijk № 739 «onderlinge duels» 20:30 uur | Josip Drmić 33' Josip Drmić 41' |       | 39' Ivica Olić 54' Ivica Olić | AFG Arena, Sankt Gallen Toeschouwers: 17.200 Scheidsrechter: Hugo Miguel (POR) |

|                                                             |                 |       |         |                                                                             |
| 30 mei Vriendschappelijk № 740 «onderlinge duels» 20:30 uur | Zwitserland     | 1 – 0 | Jamaica | Swissporarena, Luzern Toeschouwers: 16.000 Scheidsrechter: Neil Doyle (IRL) |
| 30 mei Vriendschappelijk № 740 «onderlinge duels» 20:30 uur | Josip Drmić 84' |       |         | Swissporarena, Luzern Toeschouwers: 16.000 Scheidsrechter: Neil Doyle (IRL) |

|                                                             |                                              |       |      |                                                                                   |
| 3 juni Vriendschappelijk № 741 «onderlinge duels» 20:30 uur | Zwitserland                                  | 2 – 0 | Peru | Swissporarena, Luzern Toeschouwers: 15.000 Scheidsrechter: Daniel Stefański (POL) |
| 3 juni Vriendschappelijk № 741 «onderlinge duels» 20:30 uur | Stephan Lichtsteiner 78' Xherdan Shaqiri 85' |       |      | Swissporarena, Luzern Toeschouwers: 15.000 Scheidsrechter: Daniel Stefański (POL) |

| WK voetbal 2014 |
| --------------- |

|                                                                         |                                         |       |                    |                                                                                       |
| 16 juni WK-eindronde Groep E № 742 «onderlinge duels» 14:00 uur (UTC−3) | Zwitserland                             | 2 – 1 | Ecuador            | Estádio Nacional, Brasilia Toeschouwers: 68.351 Scheidsrechter: Ravshan Irmatov (UZB) |
| 16 juni WK-eindronde Groep E № 742 «onderlinge duels» 14:00 uur (UTC−3) | Admir Mehmedi 48' Haris Seferović 90+3' |       | 22' Enner Valencia | Estádio Nacional, Brasilia Toeschouwers: 68.351 Scheidsrechter: Ravshan Irmatov (UZB) |

|                                                                         |                                      |       |                                                                                                 |                                                                                              |
| 20 juni WK-eindronde Groep E № 743 «onderlinge duels» 16:00 uur (UTC−3) | Zwitserland                          | 2 – 5 | Frankrijk                                                                                       | Itaipava Arena Fonte Nova, Salvador Toeschouwers: 51.003 Scheidsrechter: Björn Kuipers (NED) |
| 20 juni WK-eindronde Groep E № 743 «onderlinge duels» 16:00 uur (UTC−3) | Blerim Džemaili 81' Granit Xhaka 87' |       | 17' Olivier Giroud 18' Blaise Matuidi 40' Mathieu Valbuena 67' Karim Benzema 73' Moussa Sissoko | Itaipava Arena Fonte Nova, Salvador Toeschouwers: 51.003 Scheidsrechter: Björn Kuipers (NED) |

|                                                                         |          |                                                            |             |                                                                                    |
| 25 juni WK-eindronde Groep E № 744 «onderlinge duels» 16:00 uur (UTC−4) | Honduras | 0 – 3                                                      | Zwitserland | Arena da Amazônia, Manaus Toeschouwers: 40.322 Scheidsrechter: Néstor Pitana (ARG) |
| 25 juni WK-eindronde Groep E № 744 «onderlinge duels» 16:00 uur (UTC−4) |          | 6' Xherdan Shaqiri 31' Xherdan Shaqiri 71' Xherdan Shaqiri |             | Arena da Amazônia, Manaus Toeschouwers: 40.322 Scheidsrechter: Néstor Pitana (ARG) |

|                                                                                         |                     |       |             |                                                                                                  |
| 1 juli WK-eindronde Achtste finale № 745 «onderlinge duels» 13:00 (UTC−3) 18:00 (UTC+2) | Argentinië          | 1 – 0 | Zwitserland | Novo Estádio do Corinthians, São Paulo Toeschouwers: 63.255 Scheidsrechter: Jonas Eriksson (SWE) |
| 1 juli WK-eindronde Achtste finale № 745 «onderlinge duels» 13:00 (UTC−3) 18:00 (UTC+2) | Ángel Di María 118' |       |             | Novo Estádio do Corinthians, São Paulo Toeschouwers: 63.255 Scheidsrechter: Jonas Eriksson (SWE) |

|  |  |  |  |  |  |  |  |  |

|                                                                        |             |                                       |          |                                                                               |
| 8 september EK-kwalificatie Groep E № 746 «onderlinge duels» 20:45 uur | Zwitserland | 0 – 2                                 | Engeland | St. Jakob Park, Basel Toeschouwers: 35.500 Scheidsrechter: Cüneyt Çakır (TUR) |
| 8 september EK-kwalificatie Groep E № 746 «onderlinge duels» 20:45 uur |             | 58' Danny Welbeck 90+4' Danny Welbeck |          | St. Jakob Park, Basel Toeschouwers: 35.500 Scheidsrechter: Cüneyt Çakır (TUR) |

|                                                                      |                               |       |             |                                                                                       |
| 9 oktober EK-kwalificatie Groep E № 747 «onderlinge duels» 20:45 uur | Slovenië                      | 1 – 0 | Zwitserland | Ljudski vrt-stadion, Maribor Toeschouwers: 8.500 Scheidsrechter: Wolfgang Stark (GER) |
| 9 oktober EK-kwalificatie Groep E № 747 «onderlinge duels» 20:45 uur | Milivoje Novakovič 79' (pen.) |       |             | Ljudski vrt-stadion, Maribor Toeschouwers: 8.500 Scheidsrechter: Wolfgang Stark (GER) |

|                                                                       |            |                                                                                 |             |                                                                                    |
| 14 oktober EK-kwalificatie Groep E № 748 «onderlinge duels» 20:45 uur | San Marino | 0 – 4                                                                           | Zwitserland | Stadio Olimpico, Serravalle Toeschouwers: 2.289 Scheidsrechter: Tony Chapron (FRA) |
| 14 oktober EK-kwalificatie Groep E № 748 «onderlinge duels» 20:45 uur |            | 10' Haris Seferovic 24' Haris Seferovic 30' Blerim Džemaili 79' Xherdan Shaqiri |             | Stadio Olimpico, Serravalle Toeschouwers: 2.289 Scheidsrechter: Tony Chapron (FRA) |

|                                                                        |                                                                                        |       |          |                                                                               |
| 15 november EK-kwalificatie Groep E № 749 «onderlinge duels» 20:45 uur | Zwitserland                                                                            | 4 – 0 | Litouwen | AFG Arena, Sankt Gallen Toeschouwers: 17.300 Scheidsrechter: Svein Moen (NOR) |
| 15 november EK-kwalificatie Groep E № 749 «onderlinge duels» 20:45 uur | Giedrius Arlauskis 66' (e.d.) Fabian Schär 68' Xherdan Shaqiri 80' Xherdan Shaqiri 90' |       |          | AFG Arena, Sankt Gallen Toeschouwers: 17.300 Scheidsrechter: Svein Moen (NOR) |

|                                                                  |                                             |       |                                |                                                                                        |
| 18 november Vriendschappelijk № 750 «onderlinge duels» 20:45 uur | Polen                                       | 2 – 2 | Zwitserland                    | Stadion Miejski, Wrocław Toeschouwers: 40.133 Scheidsrechter: Kristinn Jakobsson (ISL) |
| 18 november Vriendschappelijk № 750 «onderlinge duels» 20:45 uur | Artur Jędrzejczyk 45+1' Arkadiusz Milik 61' |       | 4' Josip Drmić 87' Fabian Frei | Stadion Miejski, Wrocław Toeschouwers: 40.133 Scheidsrechter: Kristinn Jakobsson (ISL) |

### 2015
|                                                                     |                                                       |       |         |                                                                                 |
| 27 maart EK-kwalificatie Groep E № 751 «onderlinge duels» 20:45 uur | Zwitserland                                           | 3 – 0 | Estland | Swissporarena, Luzern Toeschouwers: 14.500 Scheidsrechter: Danny Makkelie (NED) |
| 27 maart EK-kwalificatie Groep E № 751 «onderlinge duels» 20:45 uur | Fabian Schär 17' Granit Xhaka 27' Haris Seferovic 80' |       |         | Swissporarena, Luzern Toeschouwers: 14.500 Scheidsrechter: Danny Makkelie (NED) |

|                                                               |                      |       |                  |                                                                          |
| 31 maart Vriendschappelijk № 752 «onderlinge duels» 18:00 uur | Zwitserland          | 1 – 1 | Verenigde Staten | Letzigrund, Zürich Toeschouwers: 16.100 Scheidsrechter: Luca Banti (ITA) |
| 31 maart Vriendschappelijk № 752 «onderlinge duels» 18:00 uur | Valentin Stocker 80' |       | 45' Brek Shea    | Letzigrund, Zürich Toeschouwers: 16.100 Scheidsrechter: Luca Banti (ITA) |

|                                                              |                                                             |       |               |                                                                               |
| 10 juni Vriendschappelijk № 753 «onderlinge duels» 20:15 uur | Zwitserland                                                 | 3 – 0 | Liechtenstein | Stockhorn Arena, Thun Toeschouwers: 8.100 Scheidsrechter: Richard Trutz (SVK) |
| 10 juni Vriendschappelijk № 753 «onderlinge duels» 20:15 uur | Blerim Džemaili 29' Xherdan Shaqiri 60' Blerim Džemaili 68' |       |               | Stockhorn Arena, Thun Toeschouwers: 8.100 Scheidsrechter: Richard Trutz (SVK) |

|                                                                    |                    |       |                                     |                                                                              |
| 14 juni EK-kwalificatie Groep E № 754 «onderlinge duels» 20:45 uur | Litouwen           | 1 – 2 | Zwitserland                         | LFF-stadion, Vilnius Toeschouwers: 4.786 Scheidsrechter: Craig Thomson (SCO) |
| 14 juni EK-kwalificatie Groep E № 754 «onderlinge duels» 20:45 uur | Fiodor Černych 64' |       | 69' Josip Drmić 84' Xherdan Shaqiri | LFF-stadion, Vilnius Toeschouwers: 4.786 Scheidsrechter: Craig Thomson (SCO) |

|                                                                        |                                                        |       |                                          |                                                                                 |
| 5 september EK-kwalificatie Groep E № 755 «onderlinge duels» 20:45 uur | Zwitserland                                            | 3 – 2 | Slovenië                                 | St. Jakob Park, Bazel Toeschouwers: 25.750 Scheidsrechter: Pavel Královec (CZE) |
| 5 september EK-kwalificatie Groep E № 755 «onderlinge duels» 20:45 uur | Josip Drmić 80' Valentin Stocker 84' Josip Drmić 90+4' |       | 45' Milivoje Novakovič 48' Boštjan Cesar | St. Jakob Park, Bazel Toeschouwers: 25.750 Scheidsrechter: Pavel Královec (CZE) |

|                                                                        |                                        |       |             |                                                                                    |
| 8 september EK-kwalificatie Groep E № 756 «onderlinge duels» 20:45 uur | Engeland                               | 2 – 0 | Zwitserland | Wembley Stadium, Londen Toeschouwers: 75.751 Scheidsrechter: Gianluca Rocchi (ITA) |
| 8 september EK-kwalificatie Groep E № 756 «onderlinge duels» 20:45 uur | Harry Kane 67' Wayne Rooney 84' (pen.) |       |             | Wembley Stadium, Londen Toeschouwers: 75.751 Scheidsrechter: Gianluca Rocchi (ITA) |

|                                                                      | |       |            |                                                                                       |
| 9 oktober EK-kwalificatie Groep E № 757 «onderlinge duels» 20:45 uur | Zwitserland | 7 – 0 | San Marino | AFG Arena, Sankt Gallen Toeschouwers: 16.200 Scheidsrechter: Mattias Gestranius (FIN) |
| 9 oktober EK-kwalificatie Groep E № 757 «onderlinge duels» 20:45 uur | Michael Lang 17' Gökhan Inler 55' (pen.) Admir Mehmedi 65' Johan Djourou 72' (pen.) Pajtim Kasami 75' Breel Embolo 80' (pen.) Eren Derdiyok 89' |       |            | AFG Arena, Sankt Gallen Toeschouwers: 16.200 Scheidsrechter: Mattias Gestranius (FIN) |

|                                                                       |         |                            |             |                                                                                   |
| 12 oktober EK-kwalificatie Groep E № 758 «onderlinge duels» 20:45 uur | Estland | 0 – 1                      | Zwitserland | A. Le Coq Arena, Tallinn Toeschouwers: 7.304 Scheidsrechter: Pol van Boekel (NED) |
| 12 oktober EK-kwalificatie Groep E № 758 «onderlinge duels» 20:45 uur |         | 90+4' (e.d.) Ragnar Klavan |             | A. Le Coq Arena, Tallinn Toeschouwers: 7.304 Scheidsrechter: Pol van Boekel (NED) |

|                                                                  |                                                  |       |                                   |                                                                                                 |
| 13 november Vriendschappelijk № 759 «onderlinge duels» 20:45 uur | Slowakije                                        | 3 – 2 | Zwitserland                       | Štadión Antona Malatinského, Trnava Toeschouwers: 17.582 Scheidsrechter: Miroslav Zelinka (CZE) |
| 13 november Vriendschappelijk № 759 «onderlinge duels» 20:45 uur | Michal Ďuriš 39' Michal Ďuriš 48' Róbert Mak 55' |       | 63' Eren Derdiyok 67' Josip Drmić | Štadión Antona Malatinského, Trnava Toeschouwers: 17.582 Scheidsrechter: Miroslav Zelinka (CZE) |

|                                                                  |                 |       |                                        |                                                                                    |
| 17 november Vriendschappelijk № 760 «onderlinge duels» 20:45 uur | Oostenrijk      | 1 – 2 | Zwitserland                            | Ernst Happelstadion, Wenen Toeschouwers: 27.600 Scheidsrechter: Manuel Gräfe (GER) |
| 17 november Vriendschappelijk № 760 «onderlinge duels» 20:45 uur | David Alaba 14' |       | 9' Haris Seferovic 38' Haris Seferovic | Ernst Happelstadion, Wenen Toeschouwers: 27.600 Scheidsrechter: Manuel Gräfe (GER) |

### 2016
|                                                               |                 |       |             |                                                                                  |
| 25 maart Vriendschappelijk № 761 «onderlinge duels» 20:45 uur | Ierland         | 1 – 0 | Zwitserland | Avivastadion, Dublin Toeschouwers: 35.450 Scheidsrechter: Miroslav Zelinka (CZE) |
| 25 maart Vriendschappelijk № 761 «onderlinge duels» 20:45 uur | Ciaran Clark 2' |       |             | Avivastadion, Dublin Toeschouwers: 35.450 Scheidsrechter: Miroslav Zelinka (CZE) |

|                                                     |             |                                   |                |                                                                                    |
| 29 maart Vriendschappelijk № 762 «onderlinge duels» | Zwitserland | 0 – 2                             | Bosnië en Her. | Letzigrund, Zürich Toeschouwers: 17.000 Scheidsrechter: Sébastien Delferière (BEL) |
| 29 maart Vriendschappelijk № 762 «onderlinge duels» |             | 14' Edin Džeko 57' Miralem Pjanić |                | Letzigrund, Zürich Toeschouwers: 17.000 Scheidsrechter: Sébastien Delferière (BEL) |

|                                                   |                     |       |                                       |                                                                                   |
| 28 mei Vriendschappelijk № 763 «onderlinge duels» | Zwitserland         | 1 – 2 | België                                | Stade de Genève, Lancy Toeschouwers: 20.000 Scheidsrechter: Paolo Mazzoleni (ITA) |
| 28 mei Vriendschappelijk № 763 «onderlinge duels» | Blerim Džemaili 31' |       | 34' Romelu Lukaku 83' Kevin De Bruyne | Stade de Genève, Lancy Toeschouwers: 20.000 Scheidsrechter: Paolo Mazzoleni (ITA) |

|                                                             |                                                |       |                  |                                                                                           |
| 3 juni Vriendschappelijk № 764 «onderlinge duels» 18:00 uur | Zwitserland                                    | 2 – 1 | Moldavië         | Stadio di Cornaredo, Lugano Toeschouwers: 5.700 Scheidsrechter: Alejandro Hernández (ESP) |
| 3 juni Vriendschappelijk № 764 «onderlinge duels» 18:00 uur | Stanislav Namașco 12' (e.d.) Admir Mehmedi 75' |       | 69' Radu Gînsari | Stadio di Cornaredo, Lugano Toeschouwers: 5.700 Scheidsrechter: Alejandro Hernández (ESP) |

| EK voetbal 2016 |
| --------------- |

|                                                                 |         |                 |             |                                                                                        |
| 11 juni EK-eindronde Groep A № 765 «onderlinge duels» 15:00 uur | Albanië | 0 – 1           | Zwitserland | Stade Bollaert-Delelis, Lens Toeschouwers: 33.805 Scheidsrechter: Carlos Velasco (ESP) |
| 11 juni EK-eindronde Groep A № 765 «onderlinge duels» 15:00 uur |         | 5' Fabian Schär |             | Stade Bollaert-Delelis, Lens Toeschouwers: 33.805 Scheidsrechter: Carlos Velasco (ESP) |

|                                                                 |                          |       |                   |                                                                                     |
| 15 juni EK-eindronde Groep A № 766 «onderlinge duels» 18:00 uur | Roemenië                 | 1 – 1 | Zwitserland       | Parc des Princes, Parijs Toeschouwers: 43.576 Scheidsrechter: Sergej Karasjov (RUS) |
| 15 juni EK-eindronde Groep A № 766 «onderlinge duels» 18:00 uur | Bogdan Stancu 18' (pen.) |       | 57' Admir Mehmedi | Parc des Princes, Parijs Toeschouwers: 43.576 Scheidsrechter: Sergej Karasjov (RUS) |

|                                                                 |             |       |           | |
| 19 juni EK-eindronde Groep A № 767 «onderlinge duels» 21:00 uur | Zwitserland | 0 – 0 | Frankrijk | Grand Stade Lille Métropole, Villeneuve-d'Ascq Toeschouwers: 45.616 Scheidsrechter: Damir Skomina (SLO) |
| 19 juni EK-eindronde Groep A № 767 «onderlinge duels» 21:00 uur |             |       |           | Grand Stade Lille Métropole, Villeneuve-d'Ascq Toeschouwers: 45.616 Scheidsrechter: Damir Skomina (SLO) |

|                                                                        |                                                                                  |              |                                                                                        | |
| 25 juni EK-eindronde Achtste finale № 768 «onderlinge duels» 15:00 uur | Zwitserland                                                                      | 1 – 1 (n.v.) | Polen                                                                                  | Stade Geoffroy-Guichard, Saint-Étienne Toeschouwers: 38.842 Scheidsrechter: Mark Clattenburg (ENG) |
| 25 juni EK-eindronde Achtste finale № 768 «onderlinge duels» 15:00 uur | Xherdan Shaqiri 82'                                                              |              | 39' Jakub Błaszczykowski                                                               | Stade Geoffroy-Guichard, Saint-Étienne Toeschouwers: 38.842 Scheidsrechter: Mark Clattenburg (ENG) |
| 25 juni EK-eindronde Achtste finale № 768 «onderlinge duels» 15:00 uur | Strafschoppen                                                                    |              |                                                                                        | Stade Geoffroy-Guichard, Saint-Étienne Toeschouwers: 38.842 Scheidsrechter: Mark Clattenburg (ENG) |
| 25 juni EK-eindronde Achtste finale № 768 «onderlinge duels» 15:00 uur | Stephan Lichtsteiner Granit Xhaka Xherdan Shaqiri Fabian Schär Ricardo Rodríguez | 4 – 5        | Robert Lewandowski Arkadiusz Milik Kamil Glik Jakub Błaszczykowski Grzegorz Krychowiak | Stade Geoffroy-Guichard, Saint-Étienne Toeschouwers: 38.842 Scheidsrechter: Mark Clattenburg (ENG) |

|  |  |  |  |  |  |  |  |  |

|                                                                        |                                    |       |          |                                                                                      |
| 6 september WK-kwalificatie Groep B № 769 «onderlinge duels» 20:45 uur | Zwitserland                        | 2 – 0 | Portugal | St. Jakob-Park, Bazel Toeschouwers: 36.000 Scheidsrechter: Antonio Mateu Lahoz (ESP) |
| 6 september WK-kwalificatie Groep B № 769 «onderlinge duels» 20:45 uur | Breel Embolo 23' Admir Mehmedi 30' |       |          | St. Jakob-Park, Bazel Toeschouwers: 36.000 Scheidsrechter: Antonio Mateu Lahoz (ESP) |

|                                                                      |                                 |       |                                                                |                                                                                    |
| 7 oktober WK-kwalificatie Groep B № 770 «onderlinge duels» 20:45 uur | Hongarije                       | 2 – 3 | Zwitserland                                                    | Groupama Arena, Boedapest Toeschouwers: 22.000 Scheidsrechter: Björn Kuipers (NED) |
| 7 oktober WK-kwalificatie Groep B № 770 «onderlinge duels» 20:45 uur | Ádám Szalai 53' Ádám Szalai 71' |       | 51' Haris Seferovic 67' Ricardo Rodríguez 89' Valentin Stocker | Groupama Arena, Boedapest Toeschouwers: 22.000 Scheidsrechter: Björn Kuipers (NED) |

|                                                                       |                        |       |                                           |                                                                                         |
| 10 oktober WK-kwalificatie Groep B № 771 «onderlinge duels» 20:45 uur | Andorra                | 1 – 2 | Zwitserland                               | Estadi Nacional, Andorra la Vella Toeschouwers: 2.014 Scheidsrechter: John Beaton (SCO) |
| 10 oktober WK-kwalificatie Groep B № 771 «onderlinge duels» 20:45 uur | Alexandre Martínez 90' |       | 19' (pen.) Fabian Schär 77' Admir Mehmedi | Estadi Nacional, Andorra la Vella Toeschouwers: 2.014 Scheidsrechter: John Beaton (SCO) |

|                                                                        |                                            |       |         |                                                                                       |
| 13 november WK-kwalificatie Groep B № 772 «onderlinge duels» 20:45 uur | Zwitserland                                | 2 – 0 | Faeröer | Swissporarena, Luzern Toeschouwers: 14.800 Scheidsrechter: Sébastien Delferière (BEL) |
| 13 november WK-kwalificatie Groep B № 772 «onderlinge duels» 20:45 uur | Eren Derdiyok 27' Stephan Lichtsteiner 83' |       |         | Swissporarena, Luzern Toeschouwers: 14.800 Scheidsrechter: Sébastien Delferière (BEL) |

### 2017
|                                                                     |                 |       |         |                                                                                        |
| 25 maart WK-kwalificatie Groep B № 773 «onderlinge duels» 20:45 uur | Zwitserland     | 1 – 0 | Letland | Stade de Genève, Lancy Toeschouwers: 25.000 Scheidsrechter: Vladislav Bezborodov (RUS) |
| 25 maart WK-kwalificatie Groep B № 773 «onderlinge duels» 20:45 uur | Josip Drmić 66' |       |         | Stade de Genève, Lancy Toeschouwers: 25.000 Scheidsrechter: Vladislav Bezborodov (RUS) |

|                                                             |                    |       |             |                                                                                           |
| 1 juni Vriendschappelijk № 774 «onderlinge duels» 20:45 uur | Zwitserland        | 1 – 0 | Wit-Rusland | Stade de la Maladière, Neuchâtel Toeschouwers: 10.200 Scheidsrechter: Radek Příhoda (CZE) |
| 1 juni Vriendschappelijk № 774 «onderlinge duels» 20:45 uur | Xherdan Shaqiri 9' |       |             | Stade de la Maladière, Neuchâtel Toeschouwers: 10.200 Scheidsrechter: Radek Příhoda (CZE) |

|                                                                   |         |                                      |             |                                                                                |
| 9 juni WK-kwalificatie Groep B № 775 «onderlinge duels» 20:45 uur | Faeröer | 0 – 2                                | Zwitserland | Tórsvøllur, Tórshavn Toeschouwers: 4.594 Scheidsrechter: Paolo Mazzoleni (ITA) |
| 9 juni WK-kwalificatie Groep B № 775 «onderlinge duels» 20:45 uur |         | 36' Granit Xhaka 59' Xherdan Shaqiri |             | Tórsvøllur, Tórshavn Toeschouwers: 4.594 Scheidsrechter: Paolo Mazzoleni (ITA) |

|                                                                        |                                                                  |       |         |                                                                                |
| 31 augustus WK-kwalificatie Groep B № 776 «onderlinge duels» 20:45 uur | Zwitserland                                                      | 3 – 0 | Andorra | Kybunpark, Sankt Gallen Toeschouwers: 12.600 Scheidsrechter: Tore Hansen (NOR) |
| 31 augustus WK-kwalificatie Groep B № 776 «onderlinge duels» 20:45 uur | Haris Seferovic 43' Haris Seferovic 62' Stephan Lichtsteiner 68' |       |         | Kybunpark, Sankt Gallen Toeschouwers: 12.600 Scheidsrechter: Tore Hansen (NOR) |

|                                                                        |         |                                                                     |             |                                                                                |
| 3 september WK-kwalificatie Groep B № 777 «onderlinge duels» 20:45 uur | Letland | 0 – 3                                                               | Zwitserland | Skontostadion, Riga Toeschouwers: 7.587 Scheidsrechter: Serdar Gözübüyük (NED) |
| 3 september WK-kwalificatie Groep B № 777 «onderlinge duels» 20:45 uur |         | 9' Haris Seferovic 54' Blerim Džemaili 58' (pen.) Ricardo Rodríguez |             | Skontostadion, Riga Toeschouwers: 7.587 Scheidsrechter: Serdar Gözübüyük (NED) |

|                                                                      |                                                                                             |       |                                      |                                                                                    |
| 7 oktober WK-kwalificatie Groep B № 778 «onderlinge duels» 20:45 uur | Zwitserland                                                                                 | 5 – 2 | Hongarije                            | St. Jakob-Park, Bazel Toeschouwers: 32.018 Scheidsrechter: Paolo Tagliavento (ITA) |
| 7 oktober WK-kwalificatie Groep B № 778 «onderlinge duels» 20:45 uur | Granit Xhaka 18' Fabian Frei 20' Steven Zuber 43' Steven Zuber 49' Stephan Lichtsteiner 83' |       | 58' Richárd Guzmics 88' Roland Ugrai | St. Jakob-Park, Bazel Toeschouwers: 32.018 Scheidsrechter: Paolo Tagliavento (ITA) |

|                                                                       |                                          |       |             |                                                                                  |
| 10 oktober WK-kwalificatie Groep B № 779 «onderlinge duels» 20:45 uur | Portugal                                 | 2 – 0 | Zwitserland | Estádio da Luz, Lissabon Toeschouwers: 61.566 Scheidsrechter: Cüneyt Çakır (TUR) |
| 10 oktober WK-kwalificatie Groep B № 779 «onderlinge duels» 20:45 uur | Johan Djourou 41' (e.d.) André Silva 57' |       |             | Estádio da Luz, Lissabon Toeschouwers: 61.566 Scheidsrechter: Cüneyt Çakır (TUR) |

|                                                                         |               |                              |             |                                                                                 |
| 9 november WK-kwalificatie Play-offs № 780 «onderlinge duels» 20:45 uur | Noord-Ierland | 0 – 1                        | Zwitserland | Windsor Park, Belfast Toeschouwers: 18.269 Scheidsrechter: Ovidiu Haţegan (ROU) |
| 9 november WK-kwalificatie Play-offs № 780 «onderlinge duels» 20:45 uur |               | 58' (pen.) Ricardo Rodríguez |             | Windsor Park, Belfast Toeschouwers: 18.269 Scheidsrechter: Ovidiu Haţegan (ROU) |

|                                                                          |             |       |               |                                                                              |
| 12 november WK-kwalificatie Play-offs № 781 «onderlinge duels» 18:00 uur | Zwitserland | 0 – 0 | Noord-Ierland | St. Jakob-Park, Bazel Toeschouwers: 38.512 Scheidsrechter: Felix Brych (GER) |
| 12 november WK-kwalificatie Play-offs № 781 «onderlinge duels» 18:00 uur |             |       |               | St. Jakob-Park, Bazel Toeschouwers: 38.512 Scheidsrechter: Felix Brych (GER) |

### 2018
|                                                               |             |                     |             |                                                                                 |
| 23 maart Vriendschappelijk № 782 «onderlinge duels» 20:00 uur | Griekenland | 0 – 1               | Zwitserland | Olympisch Stadion, Athene Toeschouwers: 5.487 Scheidsrechter: Hugo Miguel (POR) |
| 23 maart Vriendschappelijk № 782 «onderlinge duels» 20:00 uur |             | 59' Blerim Džemaili |             | Olympisch Stadion, Athene Toeschouwers: 5.487 Scheidsrechter: Hugo Miguel (POR) |

|                                                               | |       |        |                                                                                |
| 27 maart Vriendschappelijk № 783 «onderlinge duels» 19:00 uur | Zwitserland                                                                                                   | 6 – 0 | Panama | Swissporarena, Luzern Toeschouwers: 8.600 Scheidsrechter: Oliver Drachta (AUT) |
| 27 maart Vriendschappelijk № 783 «onderlinge duels» 19:00 uur | Blerim Džemaili 22' Granit Xhaka 31' (pen.) Breel Embolo 33' Steven Zuber 39' Josip Drmić 49' Fabian Frei 68' |       |        | Swissporarena, Luzern Toeschouwers: 8.600 Scheidsrechter: Oliver Drachta (AUT) |

|                                                             |                      |       |                       |                                                                                             |
| 3 juni Vriendschappelijk № 784 «onderlinge duels» 20:00 uur | Spanje               | 1 – 1 | Zwitserland           | Estadio de la Cerámica, Villarreal Toeschouwers: 23.500 Scheidsrechter: István Kovács (ROU) |
| 3 juni Vriendschappelijk № 784 «onderlinge duels» 20:00 uur | Álvaro Odriozola 29' |       | Ricardo Rodríguez 62' | Estadio de la Cerámica, Villarreal Toeschouwers: 23.500 Scheidsrechter: István Kovács (ROU) |

|                                                             |                                                  |       |       |                                                                                      |
| 8 juni Vriendschappelijk № 785 «onderlinge duels» 19:00 uur | Zwitserland                                      | 2 – 0 | Japan | Stadio di Cornaredo, Lugano Toeschouwers: 7.010 Scheidsrechter: Amaury Delerue (FRA) |
| 8 juni Vriendschappelijk № 785 «onderlinge duels» 19:00 uur | Ricardo Rodríguez 42' (pen.) Haris Seferovic 82' |       |       | Stadio di Cornaredo, Lugano Toeschouwers: 7.010 Scheidsrechter: Amaury Delerue (FRA) |

| WK 2018 |
| ------- |

|                                                                         |                       |       |                  |                                                                                               |
| 17 juni WK-eindronde Groep E № 786 «onderlinge duels» 20:00 uur (UTC+3) | Brazilië              | 1 – 1 | Zwitserland      | Rostov Arena, Rostov aan de Don Toeschouwers: 43.109 Scheidsrechter: César Arturo Ramos (MEX) |
| 17 juni WK-eindronde Groep E № 786 «onderlinge duels» 20:00 uur (UTC+3) | Philippe Coutinho 20' |       | 50' Steven Zuber | Rostov Arena, Rostov aan de Don Toeschouwers: 43.109 Scheidsrechter: César Arturo Ramos (MEX) |

|                                                                         |                        |       |                                      |                                                                                   |
| 22 juni WK-eindronde Groep E № 787 «onderlinge duels» 20:00 uur (UTC+2) | Servië                 | 1 – 2 | Zwitserland                          | Arena Baltika, Kaliningrad Toeschouwers: 33.167 Scheidsrechter: Felix Brych (GER) |
| 22 juni WK-eindronde Groep E № 787 «onderlinge duels» 20:00 uur (UTC+2) | Aleksandar Mitrović 5' |       | 52' Granit Xhaka 90' Xherdan Shaqiri | Arena Baltika, Kaliningrad Toeschouwers: 33.167 Scheidsrechter: Felix Brych (GER) |

|                                                                     |                                     |       |                                             |                                                                                           |
| 27 juni WK-eindronde Groep E № 788 «onderlinge duels» 20:00 (UTC+3) | Zwitserland                         | 2 – 2 | Costa Rica                                  | Strelkastadion, Nizjni Novgorod Toeschouwers: 43.319 Scheidsrechter: Clément Turpin (FRA) |
| 27 juni WK-eindronde Groep E № 788 «onderlinge duels» 20:00 (UTC+3) | Blerim Džemaili 31' Josip Drmić 88' |       | 56' Kendall Waston 90+3' (e.d.) Yann Sommer | Strelkastadion, Nizjni Novgorod Toeschouwers: 43.319 Scheidsrechter: Clément Turpin (FRA) |

|                                                                               |                   |       |             |                                                                                               |
| 3 juli WK-eindronde Achtste finale № 789 «onderlinge duels» 16:00 uur (UTC+3) | Zweden            | 1 – 0 | Zwitserland | Nieuwe Zenitstadion, Sint-Petersburg Toeschouwers: 64.042 Scheidsrechter: Damir Skomina (SLO) |
| 3 juli WK-eindronde Achtste finale № 789 «onderlinge duels» 16:00 uur (UTC+3) | Emil Forsberg 66' |       |             | Nieuwe Zenitstadion, Sint-Petersburg Toeschouwers: 64.042 Scheidsrechter: Damir Skomina (SLO) |

|  |  |  |  |  |  |  |  |  |

|                                                                             | |       |         |                                                                                 |
| 8 september UEFA Nations League Groep A2 № 790 «onderlinge duels» 17:00 uur | Zwitserland                                                                                                   | 6 – 0 | IJsland | Kybunpark, St. Gallen Toeschouwers: 14.912 Scheidsrechter: Michael Oliver (ENG) |
| 8 september UEFA Nations League Groep A2 № 790 «onderlinge duels» 17:00 uur | Steven Zuber 13' Denis Zakaria 23' Xherdan Shaqiri 53' Haris Seferović 67' Albian Ajeti 71' Admir Mehmedi 82' |       |         | Kybunpark, St. Gallen Toeschouwers: 14.912 Scheidsrechter: Michael Oliver (ENG) |

|                                                                   |                     |       |             |                                                                                         |
| 11 september Vriendschappelijk № 791 «onderlinge duels» 20:00 uur | Engeland            | 1 – 0 | Zwitserland | King Power Stadium, Leicester Toeschouwers: 30.256 Scheidsrechter: Clément Turpin (FRA) |
| 11 september Vriendschappelijk № 791 «onderlinge duels» 20:00 uur | Marcus Rashford 54' |       |             | King Power Stadium, Leicester Toeschouwers: 30.256 Scheidsrechter: Clément Turpin (FRA) |

|                                                                            |                                     |       |                      |                                                                                                 |
| 12 oktober UEFA Nations League Groep A2 № 792 «onderlinge duels» 19:45 uur | België                              | 2 – 1 | Zwitserland          | Koning Boudewijnstadion, Brussel Toeschouwers: 39.049 Scheidsrechter: Antonio Mateu Lahoz (ESP) |
| 12 oktober UEFA Nations League Groep A2 № 792 «onderlinge duels» 19:45 uur | Romelu Lukaku 58' Romelu Lukaku 84' |       | 76' Mario Gavranović | Koning Boudewijnstadion, Brussel Toeschouwers: 39.049 Scheidsrechter: Antonio Mateu Lahoz (ESP) |

|                                                                        |                        |       |                                      |                                                                                      |
| 15 oktober UEFA Nations League Groep A2 № 793 «onderlinge duels» 18.45 | IJsland                | 1 – 2 | Zwitserland                          | Laugardalsvöllur, Reykjavik Toeschouwers: 8.663 Scheidsrechter: Andreas Ekberg (ZWE) |
| 15 oktober UEFA Nations League Groep A2 № 793 «onderlinge duels» 18.45 | Alfreð Finnbogason 81' |       | 52' Haris Seferović 67' Michael Lang | Laugardalsvöllur, Reykjavik Toeschouwers: 8.663 Scheidsrechter: Andreas Ekberg (ZWE) |

|                                                              |             |                |       |                                                                                  |
| 14 november Vriendschappelijk № 794 «onderlinge duels» 18.00 | Zwitserland | 0 – 1          | Qatar | Stadio di Cornaredo, Lugano Toeschouwers: 4.170 Scheidsrechter: Kevin Blom (NED) |
| 14 november Vriendschappelijk № 794 «onderlinge duels» 18.00 |             | 86' Akram Afif |       | Stadio di Cornaredo, Lugano Toeschouwers: 4.170 Scheidsrechter: Kevin Blom (NED) |

|                                                                         | |       |                                      |                                                                                 |
| 18 november UEFA Nations League Groep A2 № 795 «onderlinge duels» 20.45 | Zwitserland                                                                                         | 5 – 2 | België                               | Swissporarena, Luzern Toeschouwers: 15.000 Scheidsrechter: Daniele Orsato (ITA) |
| 18 november UEFA Nations League Groep A2 № 795 «onderlinge duels» 20.45 | Ricardo Rodríguez 26' (pen.) Haris Seferović 31' Haris Seferović 44' Elvedi 62' Haris Seferović 84' |       | 2' Thorgan Hazard 17' Thorgan Hazard | Swissporarena, Luzern Toeschouwers: 15.000 Scheidsrechter: Daniele Orsato (ITA) |

### 2019
|                                                                     |         |                                    |             |                                                                                          |
| 23 maart EK-kwalificatie Groep D № 796 «onderlinge duels» 15:00 uur | Georgië | 0 – 2                              | Zwitserland | Boris Paitsjadzestadion, Tbilisi Toeschouwers: 49.207 Scheidsrechter: Craig Pawson (ENG) |
| 23 maart EK-kwalificatie Groep D № 796 «onderlinge duels» 15:00 uur |         | 56' Steven Zuber 80' Denis Zakaria |             | Boris Paitsjadzestadion, Tbilisi Toeschouwers: 49.207 Scheidsrechter: Craig Pawson (ENG) |

|                                                                     |                                                    |       |                                                                    |                                                                                |
| 26 maart EK-kwalificatie Groep D № 797 «onderlinge duels» 20:45 uur | Zwitserland                                        | 3 – 3 | Denemarken                                                         | St. Jakob-Park, Bazel Toeschouwers: 18.352 Scheidsrechter: Damir Skomina (SLO) |
| 26 maart EK-kwalificatie Groep D № 797 «onderlinge duels» 20:45 uur | Remo Freuler 20' Granit Xhaka 67' Breel Embolo 77' |       | 85' Mathias Jørgensen 89' Christian Gytkjær 90+4' Henrik Dalsgaard | St. Jakob-Park, Bazel Toeschouwers: 18.352 Scheidsrechter: Damir Skomina (SLO) |

|                                                                            |                                                                   |       |                              | |
| 5 juni UEFA Nations League Halve finale № 798 «onderlinge duels» 20:45 uur | Portugal                                                          | 3 – 1 | Zwitserland                  | Estádio do Dragão, Porto Toeschouwers: 42.415 Scheidsrechter: Felix Brych (GER) Video-assistent: Christian Dingert (GER) |
| 5 juni UEFA Nations League Halve finale № 798 «onderlinge duels» 20:45 uur | Cristiano Ronaldo 25' Cristiano Ronaldo 88' Cristiano Ronaldo 90' |       | 57' (pen.) Ricardo Rodríguez | Estádio do Dragão, Porto Toeschouwers: 42.415 Scheidsrechter: Felix Brych (GER) Video-assistent: Christian Dingert (GER) |

|                                                                            |                                                                              |              |                                                                                   | |
| 9 juni UEFA Nations League Troostfinale № 799 «onderlinge duels» 15:00 uur | Zwitserland                                                                  | 0 – 0 (n.v.) | Engeland                                                                          | Estádio D. Afonso Henriques, Guimarães Toeschouwers: 15.742 Scheidsrechter: Ovidiu Haţegan (ROU) Video-assistent: Michael Fabbri (ITA) |
| 9 juni UEFA Nations League Troostfinale № 799 «onderlinge duels» 15:00 uur |                                                                              |              |                                                                                   | Estádio D. Afonso Henriques, Guimarães Toeschouwers: 15.742 Scheidsrechter: Ovidiu Haţegan (ROU) Video-assistent: Michael Fabbri (ITA) |
| 9 juni UEFA Nations League Troostfinale № 799 «onderlinge duels» 15:00 uur | Strafschoppen                                                                |              |                                                                                   | Estádio D. Afonso Henriques, Guimarães Toeschouwers: 15.742 Scheidsrechter: Ovidiu Haţegan (ROU) Video-assistent: Michael Fabbri (ITA) |
| 9 juni UEFA Nations League Troostfinale № 799 «onderlinge duels» 15:00 uur | Steven Zuber Granit Xhaka Manuel Akanji Kevin Mbabu Fabian Schär Josip Drmić | 5 – 6        | Harry Maguire Ross Barkley Jadon Sancho Raheem Sterling Jordan Pickford Eric Dier | Estádio D. Afonso Henriques, Guimarães Toeschouwers: 15.742 Scheidsrechter: Ovidiu Haţegan (ROU) Video-assistent: Michael Fabbri (ITA) |

|                                                                        |                      |       |                  |                                                                                         |
| 5 september EK-kwalificatie Groep D № 800 «onderlinge duels» 20:45 uur | Ierland              | 1 – 1 | Zwitserland      | Avivastadion, Dublin Toeschouwers: 44.111 Scheidsrechter: Carlos del Cerro Grande (ESP) |
| 5 september EK-kwalificatie Groep D № 800 «onderlinge duels» 20:45 uur | David McGoldrick 85' |       | 74' Fabian Schär | Avivastadion, Dublin Toeschouwers: 44.111 Scheidsrechter: Carlos del Cerro Grande (ESP) |

|                                                                        |                                                                                  |       |           |                                                                                |
| 8 september EK-kwalificatie Groep D № 801 «onderlinge duels» 18:00 uur | Zwitserland                                                                      | 4 – 0 | Gibraltar | Stade de Tourbillon, Sion Toeschouwers: 8.318 Scheidsrechter: Pavel Orel (CZE) |
| 8 september EK-kwalificatie Groep D № 801 «onderlinge duels» 18:00 uur | Denis Zakaria 37' Admir Mehmedi 43' Ricardo Rodríguez 45+4' Mario Gavranović 87' |       |           | Stade de Tourbillon, Sion Toeschouwers: 8.318 Scheidsrechter: Pavel Orel (CZE) |

|                                                                       |                    |       |             |                                                                                 |
| 12 oktober EK-kwalificatie Groep D № 802 «onderlinge duels» 18:00 uur | Denemarken         | 1 – 0 | Zwitserland | Parken, Kopenhagen Toeschouwers: 35.964 Scheidsrechter: Aleksej Koelbakov (BLR) |
| 12 oktober EK-kwalificatie Groep D № 802 «onderlinge duels» 18:00 uur | Yussuf Poulsen 84' |       |             | Parken, Kopenhagen Toeschouwers: 35.964 Scheidsrechter: Aleksej Koelbakov (BLR) |

|                                                                       |                                              |       |         |                                                                                     |
| 15 oktober EK-kwalificatie Groep D № 803 «onderlinge duels» 20:45 uur | Zwitserland                                  | 2 – 0 | Ierland | Stade de Genève, Genève Toeschouwers: 24.766 Scheidsrechter: Szymon Marciniak (POL) |
| 15 oktober EK-kwalificatie Groep D № 803 «onderlinge duels» 20:45 uur | Haris Seferović 16' Shane Duffy 90+3' (e.d.) |       |         | Stade de Genève, Genève Toeschouwers: 24.766 Scheidsrechter: Szymon Marciniak (POL) |

|                                                                        |                  |       |         |                                                                                   |
| 15 november EK-kwalificatie Groep D № 804 «onderlinge duels» 20:45 uur | Zwitserland      | 1 – 0 | Georgië | Kybunpark, Sankt Gallen Toeschouwers: 16.400 Scheidsrechter: Danny Makkelie (NED) |
| 15 november EK-kwalificatie Groep D № 804 «onderlinge duels» 20:45 uur | Cedric Itten 77' |       |         | Kybunpark, Sankt Gallen Toeschouwers: 16.400 Scheidsrechter: Danny Makkelie (NED) |

|                                                                        |                  |       | |                                                                                    |
| 18 november EK-kwalificatie Groep D № 805 «onderlinge duels» 20:45 uur | Gibraltar        | 1 – 6 | Zwitserland                                                                                                  | Victoriastadion, Gibraltar Toeschouwers: 2.000 Scheidsrechter: Benoît Millot (FRA) |
| 18 november EK-kwalificatie Groep D № 805 «onderlinge duels» 20:45 uur | Reece Styche 74' |       | 10' Cedric Itten 50' Ruben Vargas 57' Christian Fassnacht 75' Loris Benito 84' Cedric Itten 86' Granit Xhaka | Victoriastadion, Gibraltar Toeschouwers: 2.000 Scheidsrechter: Benoît Millot (FRA) |

SFV · A-internationals · Selecties · Bondscoaches · Zwitsers vrouwenelftal · Olympisch elftal · Zwitserland U21 · Zwitserland U19 · Zwitserland U18 · Zwitserland U17 · Zwitserland U16 · Vrouwen U17
1905 – 1919 · 
1920 – 1929 · 
1930 – 1939 · 
1940 – 1949 · 
1950 – 1959 · 
1960 – 1969 · 
1970 – 1979 · 
1980 – 1989 · 
1990 – 1999 · 
2000 – 2009 · 
2010 – 2019 · 
2020 – 2029
EK's: 1996 · 
2004 · 
2008 · 
2016 · 
2020 · 
2024
WK's: 1934 · 
1938 · 
1950 · 
1954 · 
1962 · 
1966 · 
1994 · 
2006 · 
2010 · 
2014 · 
2018 · 
2022
OS: 1924 · 
1928 · 
2012
1905 · 
1906 · 1907 · 
1908 · 
1909 · 
1910 · 
1911 · 
1912 · 
1913 · 
1914 · 
1915 · 
1916 · 
1917 · 
1918 · 
1919 · 
1920 · 
1921 · 
1922 · 
1923 · 
1924 · 
1925 · 
1926 · 
1927 · 
1928 · 
1929 · 
1930 · 
1931 · 
1932 · 
1933 · 
1934 · 
1935 · 
1936 · 
1937 · 
1938 · 
1939 · 
1940 · 
1941 · 
1942 · 
1943 · 
1944 · 
1945 · 
1946 · 
1947 · 
1948 · 
1949 · 
1950 · 
1952 ·
1952 · 
1953 · 
1954 · 
1955 · 
1956 · 
1957 · 
1958 · 
1959 · 
1960 · 
1961 · 
1962 · 
1963 · 
1964 · 
1965 · 
1966 · 
1967 · 
1968 · 
1969 · 
1970 · 
1971 · 
1972 · 
1973 · 
1974 · 
1975 · 
1976 · 
1977 ·
1978 · 
1979 · 
1980 · 
1981 · 
1982 · 
1983 · 
1984 · 
1985 · 
1986 · 
1987 · 
1988 · 
1989 · 
1990 ·
1991 · 
1992 · 
1993 · 
1994 ·
1995 · 
1996 · 
1997 · 
1998 · 
1999 · 
2000 · 
2001 · 
2002 · 
2003 · 
2004 · 
2005 · 
2006 · 
2007 · 
2008 · 
2009 · 
2010 · 
2011 · 
2012 · 
2013 ·
2014 ·
2015 ·
2016 ·
2017 ·
2018 ·
2019 ·
2020 ·
2021 ·
2022
Albanië ·
Algerije · 
Andorra · 
Argentinië ·
Australië ·
Azerbeidzjan ·
België ·
Bolivia ·
Bosnië en Herzegovina ·
Brazilië ·
Bulgarije ·
Canada ·
Chili ·
China ·
Colombia ·
Costa Rica ·
Cyprus ·
Denemarken ·
DDR ·
Duitsland ·
Ecuador ·
Egypte ·
Engeland · 
Estland ·
Faeröer ·
Finland ·
Frankrijk ·
Georgië ·
Ghana ·
Gibraltar ·
Griekenland ·
Honduras ·
Hongarije ·
Hongkong ·
Ierland ·
IJsland ·
Israël ·
Italië ·
Ivoorkust ·
Jamaica ·
Japan ·
Joegoslavië ·
Kameroen ·
Kenia ·
Kosovo ·
Kroatië ·
Letland ·
Liechtenstein ·
Litouwen ·
Luxemburg ·
Malta ·
Marokko ·
Mexico ·
Moldavië ·
Montenegro ·
Nederland ·
Nigeria ·
Noord-Ierland ·
Noorwegen ·
Oekraïne ·
Oman ·
Oostenrijk ·
Panama ·
Peru ·
Polen ·
Portugal ·
Qatar ·
Roemenië ·
Rusland ·
Saarland ·
San Marino ·
Schotland ·
Servië ·
Slovenië ·
Slowakije ·
Sovjet-Unie · 
Spanje ·
Togo ·
Tsjechië ·
Tsjecho-Slowakije ·
Tunesië ·
Turkije ·
Uruguay ·
Venezuela ·
VA Emiraten ·
Verenigde Staten ·
Wales ·
Wit-Rusland ·
Zimbabwe ·
Zuid-Korea ·
Zweden
Albanië (2016) ·
Argentinië (2014) ·
Brazilië (2018) ·
Chili (2010) ·
Costa Rica (2018) ·
Ecuador (2014) ·
Frankrijk (2006) ·
Frankrijk (2014) ·
Frankrijk (2016) ·
Frankrijk (2021) ·
Honduras (2010) · 
Honduras (2014) · 
Italië (2021) · 
Oekraïne (2006) ·
Portugal (2008)  · 
Portugal (2022) · 
Roemenië (2016) · 
Servië (2018) ·
Spanje (2010) ·
Spanje (2021) ·
Togo (2006) ·
Tsjechië (2008) ·
Turkije (2008) ·
Turkije (2021) ·
Wales (2021) ·
Zuid-Korea (2006) ·
Zweden (2018)
AFC-zone: Afghanistan · Australië · Bahrein · Bangladesh · Bhutan · Brunei · Cambodja · China · Chinees Taipei · Filipijnen · Guam · Hongkong · India · Indonesië · Iran · Irak · Japan · Jemen · Jordanië · Koeweit · Kirgizië · Laos · Libanon · Macau · Maleisië · Maldiven · Mongolië · Myanmar · Nepal · Noord-Korea · Oezbekistan · Oman · Oost-Timor · Pakistan · Palestina · Qatar · Saoedi-Arabië · Singapore · Sri Lanka · Syrië · Tadjikistan · Thailand · Turkmenistan · Verenigde Arabische Emiraten · Vietnam · Zuid-Korea

CAF-zone: Algerije · Angola · Benin · Botswana · Burkina Faso · Burundi · Centraal-Afrikaanse Republiek · Comoren · Congo-Brazzaville · Congo-Kinshasa · Djibouti · Egypte · Equatoriaal-Guinea · Eritrea · Ethiopië · Gabon · Gambia · Ghana · Guinee · Guinee-Bissau · Ivoorkust · Kaapverdië · Kameroen · Kenia · Lesotho · Liberia · Libië · Madagaskar · Malawi · Mali · Mauritanië · Mauritius · Marokko · Mozambique · Namibië · Niger · Nigeria · Oeganda · Rwanda · Sao Tomé en Principe · Senegal · Seychellen · Sierra Leone · Soedan · Somalië · Swaziland · Tanzania · Togo · Tsjaad · Tunesië · Zambia · Zimbabwe · Zuid-Afrika · Zuid-Soedan 

CONCACAF-zone: Amerikaanse Maagdeneilanden · Anguilla · Antigua en Barbuda · Aruba · Bahama's · Barbados · Belize · Bermuda · Britse Maagdeneilanden · Canada · Kaaimaneilanden · Costa Rica · Cuba · Curaçao · Dominica · Dominicaanse Republiek · El Salvador · Frans Guyana · Grenada · Guadeloupe · Guatemala · Guyana · Haïti · Honduras · Jamaica · Martinique · Mexico · Montserrat · 
Nicaragua · Panama · Puerto Rico · Saint Kitts en Nevis · Saint Lucia · Saint Vincent en de Grenadines · Sint Maarten · Suriname · Trinidad en Tobago · Turks- en Caicoseilanden · Verenigde Staten

CONMEBOL-zone: Argentinië · Bolivia · Brazilië · Chili · Colombia · Ecuador · Paraguay · Peru · Uruguay · Venezuela

OFC-zone: Amerikaans-Samoa · Cookeilanden · Fiji · Nieuw-Caledonië · Nieuw-Zeeland · Papoea-Nieuw-Guinea · Samoa · Salomoneilanden · Tahiti · Tonga · Vanuatu

UEFA-zone: Albanië · Andorra · Armenië · Azerbeidzjan · België · Bosnië en Herzegovina · Bulgarije · Cyprus · Denemarken · Duitsland · Engeland · Estland · Faeröer · Finland · Frankrijk · Georgië · Gibraltar · Griekenland · Hongarije · IJsland · Ierland · Israël · Italië · Kazachstan · Kosovo · Kroatië · Letland · Liechtenstein · Litouwen · Luxemburg · Macedonië · Malta · Moldavië · Montenegro · Nederland · Noord-Ierland · Noorwegen · Oekraïne · Oostenrijk · Polen · Portugal · Roemenië · Rusland · San Marino · Schotland · Servië · Slovenië · Slowakije · Spanje · Tsjechië · Turkije · Wales · Wit-Rusland · Zweden · Zwitserland